# Нью-Престон (Коннектикут)
Нью-Престон (англ. New Preston) — селище (англ. village) в США, в окрузі Лічфілд штату Коннектикут. Населення — 1126 осіб (2020).

## Географія
Нью-Престон розташований за координатами 41°41′29″ пн. ш. 73°20′4″ зх. д. / 41.69139° пн. ш. 73.33444° зх. д. (41.691303, -73.334410).  За даними Бюро перепису населення США в 2010 році селище мало площу 20,27 км², з яких 18,96 км² — суходіл та 1,31 км² — водойми.

## Демографія
Згідно з переписом 2010 року, у переписній місцевості мешкали 1182 особи в 504 домогосподарствах у складі 322 родин. Густота населення становила 58 осіб/км².  Було 696 помешкань (34/км²).
Расовий склад населення:
| - 95,3 % — білих - 0,8 % — азіатів - 0,7 % — чорних або афроамериканців - 0,1 % — корінних американців - 1,7 % — осіб інших рас |

До двох чи більше рас належало 1,5 %. Частка іспаномовних становила 3,6 % від усіх жителів.
За віковим діапазоном населення розподілялося таким чином: 19,6 % — особи молодші 18 років, 61,6 % — особи у віці 18—64 років, 18,8 % — особи у віці 65 років та старші. Медіана віку мешканця становила 48,8 року. На 100 осіб жіночої статі у переписній місцевості припадало 100,0 чоловіків;  на 100 жінок у віці від 18 років та старших — 97,1 чоловіків також старших 18 років.
Середній дохід на одне домашнє господарство  становив 99 280 доларів США (медіана — 74 583), а середній дохід на одну сім'ю — 111 228 доларів (медіана — 86 111). За межею бідності перебувало 7,5 % осіб, у тому числі 6,9 % дітей у віці до 18 років та 10,6 % осіб у віці 65 років та старших.
Цивільне працевлаштоване населення становило 468 осіб. Основні галузі зайнятості: освіта, охорона здоров'я та соціальна допомога — 27,6 %, науковці, спеціалісти, менеджери — 13,9 %, будівництво — 12,4 %, роздрібна торгівля — 12,2 %.